# Приборная скорость
Приборная скорость (сокращенно ПР или IAS) — это воздушная скорость, отображаемая на указателе скорости летательного аппарата. Приборная скорость определяется динамическим давлением, замеряемым приёмником воздушного давления.

## Расчет
Для дозвукового полета калиброванная приборная скорость (CAS) равна:
{\displaystyle CAS=a_{0}{\sqrt {5\left[\left({\frac {q_{c}}{P_{0}}}+1\right)^{\frac {2}{7}}-1\right]}}},
где {\displaystyle q_{c}} — динамическое давление,
{\displaystyle P_{0}} — стандартное давление на уровне моря,
{\displaystyle {a_{0}}} — стандартная скорость звука при 15 °C.
Таким образом, приборная скорость не зависит от высоты и характеризует скоростной напор. При полете у земли приборная скорость равна истинной воздушной скорости. При полете на высоте приборная скорость меньше истинной воздушной скорости. Так при полете на высоте 10 км на приборной скорости 520 км/ч истинная воздушная скорость будет равна 900 км/ч.